# Diglyphosema
Diglyphosema is een geslacht van vliesvleugelige insecten van de familie Figitidae.

## Soorten
- D. centaureae Kieffer, 1901
- D. conjungens Kieffer, 1904
- D. eupatorii Forster, 1869
- D. jacqueti Kieffer, 1900
- D. ovalis (Thomson, 1877)
- D. punctatum Kieffer, 1901